# Notación dasiana

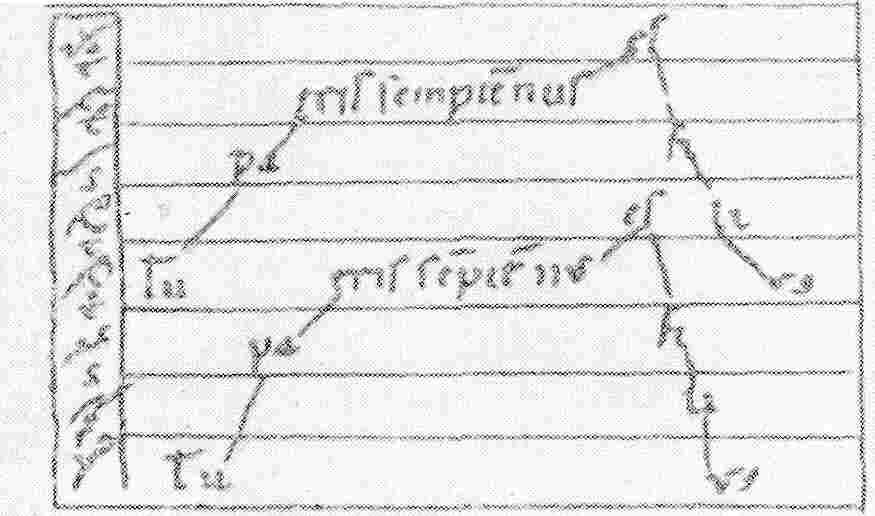
Tu patris sempiternus est filius, escrito en notación dasiana. Los signos dasianos están en el lado izquierdo del pentagrama.

La notación dasiana es un sistema de notación que fue utilizado en la música occidental en el siglo IX en tratados musicales anónimos como Musica enchiriadis y Scolica enchiriadis. Philipp Spitta fue el primer musicólogo moderno en interpretar correctamente esta notación, en una publicación de 1889.

## Descripción
El musicólogo Willi Apel ha llamado la notación “una imitación medieval de la notación clásica griega”. Los propios tratados se refieren a ella como “dasia”; la palabra deriva del griego “daseia”, que refiere a “respiración áspera” al inicio de una palabra en la prosodia hablada.
La notación dasiana hace uso de un pentagrama formado por diversos números de líneas, que pueden ir desde cuatro hasta tantas como dieciocho, así como un sistema de cuatro formas que se giran de diversas maneras para representar la gama completa de dieciocho tonos usados en los tratados. Estos dieciocho tonos se basan en un sistema de cuatro hexacordos que se repiten, dando lugar a la siguiente escala: G A Bb c | d e f g | a b c' d' | e' f#' g' a' | b' c#
Esta escala no corresponde a ninguna práctica interpretativa conocida. Cuando se utiliza para construir música polifónica, como se indica en los tratados, da lugar a varios tritonos escritos, que eran considerados indeseables en la interpretación por los teóricos y que probablemente eran errores del autor.
Los signos notacionales entonces fueron colocados en el extremo izquierdo del pentagrama (de forma similar a la colocación de la clave actual), y algunos ejemplos se complementan con “T” y “S” entre los signos para aclarar la colocación de los semitonos. Las sílabas de las palabras habladas eran escritas entonces en las líneas del pentagrama (véase ejemplo arriba). Si cambiaba el tono, las sílabas de la palabra se movían a una línea superior o inferior del pentagrama. Este procedimiento fue utilizado para escribir el estilo organum a dos, a tres y a cuatro voces.

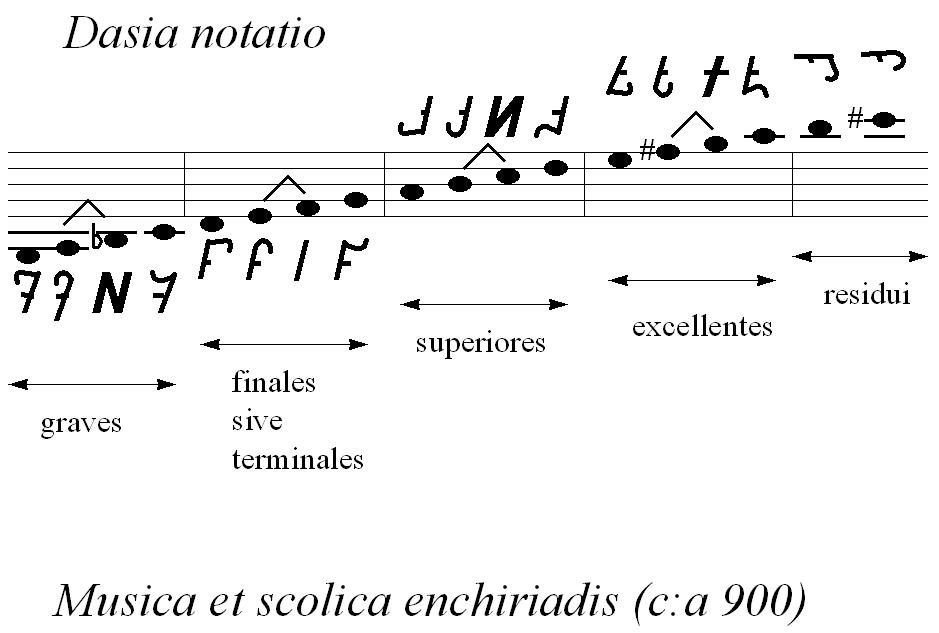
Notación dasiana y sus equivalentes modernos.

## Muestras conservadas
Encontramos muestras de notación dasiana en los tratados Musica enchiriadis y Scolica enchiriadis. La música de estos dos tratados está escrita en notación dasiana y constituye la muestra escrita más temprana conocida de música polifónica. Esta notación también se utiliza en el tratado Commemoratio brevis de tonis et psalmis modulandis.
A pesar de la amplia circulación de los tratados de Enchiriadis, esta notación no fue ampliamente utilizada en fuentes prácticas. Los manuscritos de la música de los siglos IX y X contienen casi exclusivamente música monofónica, e incluso las fuentes existentes de música polifónica, tales como el Tropario de Winchester, se escriben en neumas adiastemáticos. Esta práctica continuaría hasta el desarrollo del ampliamente utilizado sistema del pentagrama de Guido de Arezzo en el siglo XI.

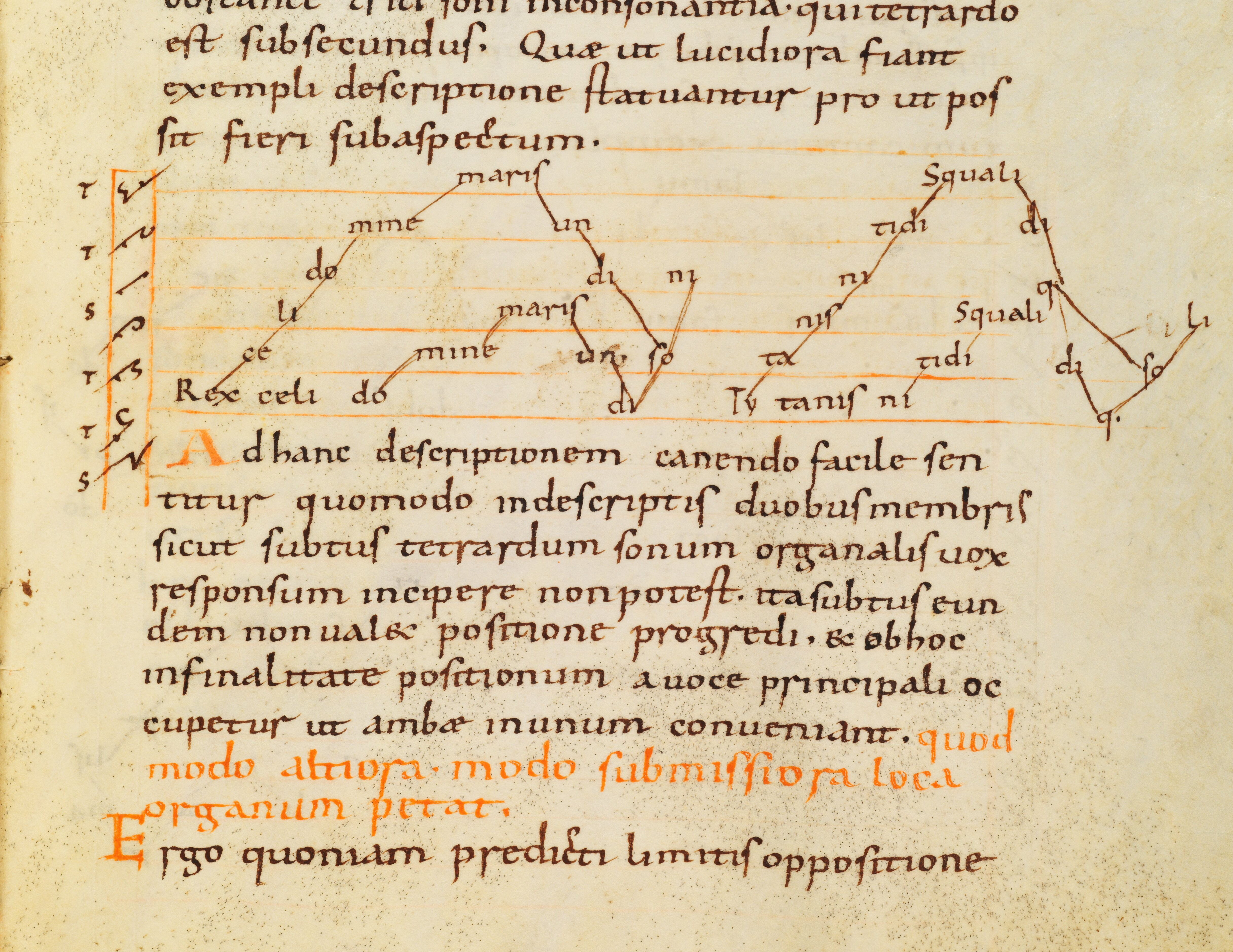
Rex celi, organum en notación dasiana en el tratado Musica enchiriadis (s. IX).